# Bussière-Nouvelle
Bussière-Nouvelle es una comuna francesa situada en el departamento de Creuse, en la región de Nueva Aquitania.

## Demografía
| 146 | 165 | 141 | 130 | 113 | 105 | 78 |
| Para los censos de 1962 a 1999 la población legal corresponde a la población sin duplicidades (Fuente: INSEE [Consultar]) |     |     |     |     |     |    |